# Жаканова, Сауык Масигуткызы
Сауык Масигуткызы Жаканова (каз. Сауық Мәсіғұтқызы Жақанова; 11 февраля 1945;село Еркиндык, Шетский район, Карагандинская область, Казахская ССР, СССР) — советская и казахская телеведущая, диктор телевидения и радио, ветеран Казахского радио, педагог и мастер художественного слова (чтец). Заслуженный деятель Казахстана (2021). Заслуженная артистка Казахстана (1995). 

## Биография
Родилась Сауык Жаканова в 1945 году в селе Еркиндик Шетского района Карагандинской области. Ее родители были простыми тружениками, но всегда мечтали дать детям хорошее образование. Сауык была старшей в семье, поэтому на нее возлагались большие надежды.
После окончания школы Сауык поступила на факультет казахской филологии Казахского государственного университета. В студенческие годы она активно участвовала в художественной самодеятельности, занималась журналистикой. Ее голос был звонким и красивым, поэтому она решила попробовать свои силы в качестве диктора Казахского радио.
В 1966 году Сауык Жаканова успешно прошла конкурс и стала работать на радио. В те годы дикторы были не просто людьми с красивым голосом, но и настоящими профессионалами, которые владели казахским языком в совершенстве. Сауык Жаканова быстро освоила эту сложную профессию и стала одним из ведущих дикторов Казахского радио.
Она читала новости, вела передачи, озвучивала радиоспектакли. Ее голос звучал в каждом казахском доме. Сауык Жаканова была настоящим профессионалом, который всегда досконально готовился к эфиру. Она никогда не позволяла себе халтурить или читать текст без души.
В 1995 году Сауык Жаканова получила звание заслуженной артистки Казахстана. Она продолжала работать на радио еще несколько лет, но в 2002 году ушла на пенсию.
После ухода с радио Сауык Жаканова продолжила заниматься творчеством. Она преподавала сценическую речь в Академии искусств имени Т. Жургенова, вела мастер-классы по радиовещанию. Она также написала две книги о своей жизни и работе на радио.
Сауык Жаканова – это яркая и самобытная личность, которая внесла большой вклад в развитие казахского радио. Ее голос навсегда останется в памяти казахского народа.
Родилась 11 февраля 1945 года в селе Еркиндик Шетского района Карагандинской области.
В 1966 году окончила филологический факультет Казахского государственного университета имени М. С. Кирова.
С 1966 по 2002 год — диктор Казахского радио;.
С 1988 года — преподаватель сценической речи в Казахской национальной академии имени Т.К. Жургенова;
С 2000 года — преподаватель, доцент факультета журналистики Казахского национального университета имени аль-Фараби;
Автор книг «Сөйлеу техникасы», «Жүргізушінің сөйлеу мәдениеті» и др.

## Награды и звания
- Орден «Знак Почёта» (1985);
- Заслуженная артистка Казахстана (1995);
- Нагрудный знак «Отличник культуры» (2015);
- 2021 (2 декабря) — присвоено почётное звание «Қазақстанның еңбек сіңірген қайраткері» (Заслуженный деятель Казахстана) — за большой вклад в развитие отечественного телевидения и Казахского радио[4];
- 2025 (24 июня) — Указом президента РК награждёна орденом «Парасат» — за значительный вклад в развитие отечественных средств массовой информации и за заслуги в воспитании молодых журналистов[5].